# Gabriele Thieme-Duske
Gabriele Thieme-Duske (* 28. März 1942 in Berlin; † 18. September 2020) war eine deutsche Pädagogin und Politikerin. Sie war von 1995 bis 2001 Mitglied im Abgeordnetenhaus von Berlin (SPD).

## Biografie
Gabriele Thieme-Duske absolvierte nach dem Abitur zunächst eine Ausbildung im städtischen Verwaltungsdienst. Später schloss sie ein Studium an der Pädagogischen Hochschule Berlin an. Nach dessen Abschluss unterrichtete sie von 1972 bis 1995 an einer Berliner Grundschule, von 2002 bis 2005 an einem Oberstufenzentrum.

## Politik
Gabriel Thieme-Duske wurde 1995 und 1999 für ihre Partei in das Abgeordnetenhaus von Berlin gewählt, dem sie für zwei Wahlperioden als arbeitsmarktpolitische Sprecherin ihrer Fraktion angehörte.